# FM AOR
『FM AOR～Respect Remix for Junichi Inagaki』（エフエム・エイオーアール）は、1999年3月25日にリリースされた稲垣潤一、2枚目のリミックス・アルバム。サエキけんぞうプロデュース。

## 解説
8人のサウンド・クリエイターによって稲垣の既発曲を1999年サウンドに生まれ変わらせたリミックス・アルバム。

## 収録曲
1. ロング・バージョン（リミックス：コモエスタ八重樫）
2. バチェラー・ガール（リミックス：高波敬太郎）
3. ドラマティック・レイン（リミックス：LEE CARLTON GROUP from LITTLE CREATURES）
4. P.S.抱きしめたい（リミックス：COLDFEET）
5. 最後のLOVE LETTER（リミックス：金剛地武志）
6. オーシャン・ブルー（リミックス：QYPTHONE）
7. 1ダースの言い訳（リミックス：桜井鉄太郎）
8. J's LOVE SONG（リミックス：ゴンザレス鈴木）